# تيرينس إل. فاين
تيرينس إل. فاين (بالإنجليزية: Terrence L. Fine)‏ هو رياضياتي أمريكي، ولد في 1939.